# Crazy Taxi: Fare Wars
Crazy Taxi: Fare Wars är ett spel till Playstation Portable som ingår i spelserien Crazy Taxi.